# Köröm
Köröm là một thị trấn thuộc hạt Borsod-Abaúj-Zemplén, Hungary. Thị trấn này có diện tích 8,34 km², dân số năm 2010 là 1382 người, mật độ 166 người/km².